# آثار ومعالم المدينة المنورة التاريخية
آثار المدينة المنورة؛ احتوت المدينة المنورة على مواقع اشتهرت في التاريخ الإسلامي بارتباطها بالسيرة النبوية، وهذه القائمة تحوي أسماء الأماكن والآثار في المدينة المنورة:

## مساجد المدينة المنورة
1. المسجد النبوي.
2. مسجد قباء.
3. مسجد العصبة أو مسجد التوبة أو مسجد النور (المدينة المنورة) والمجاور لبئر الهجيم أحد المساجد التي صلى فيها الرسول ﷺ.
4. مسجد القبلتين.
5. مسجد الشجرة أو ذو الحليفة.
6. مسجد الراية يقع فوق جبل ذباب، وضرب رسول الإسلام يوم الخندق على الجبل.
7. مسجد المنارتين أو مسجد بني دينار.
8. مسجد الفضيخ أو مسجد الشمس بالعوالي.
9. مسجد السقيا، بالعنبرية، وعنده استعرض جيش بدر.
10. مسجد الإجابة أو بني معاوية أو أو مسجد المباهلة، يقع شمال شرق البقيع على شارع الملك فيصل.
11. مسجد الغمامة أو (المصلى)، وعنده قال رسول الإسلام: (هذا مجمعنا ومستمطرنا ومدعانا لعيدنا وأضحانا فلا يبنى فيه لبنة على لبنة ولا خيمة).
12. مسجد الفتح غربي جبل سلع.
13. مسجد الجمعة أو مسجد عاتكة أو مسجد الوادي أو مسجد القبيب، في بني سالم وفيه صلى رسول الإسلام أول جمعة.
14. مسجد عتبان بن مالك، بقباء شمال مسجد الجمعة.
15. مسجد بني حرام بالقاع غربي جبل سلع.
16. مسجد الفسح أو مسجد الفسيح أو مسجد أحد ويقع بسفح جبل أحد في شعب الجرار. بالمدينة المنورة، أحد المساجد النبوية التي صلى بها المصطفى صلى الله عليه وسلم
17. مسجد السجدة بالمُعَرَّس، أو مسجد الشكر ويطلق عليه العامة (مسجد أبي ذر)، في موضعه سجد الرسول سجدة الشكر حين بشره جبريل عليه السلام فيما روى أحمد في مسنده بأن من صلى عليه، صلى الله عليه، ومن سلم عليه، سلم الله عليه.
18. مسجد الفقير ويعرف أيضا بمسجد ميثب وهي من صدقاته وقد صلى فيها، ويقع بالعوالي.
19. مسجد بني خطمة بمنازلهم، بقربان ويعرف بمسجد العجوز، كان بالقرب من قبر البراء بن معرور.
20. مسجد بني غفار: الذي صلى به رسول الله ﷺ
21. مسجد مصبح: أو مسجد بني أنيف، قيل أن النبي ﷺ صلّى فيما كان يعود طلحة بن البراء قريبا من أطمهم،
22. مسجد بني بياضة بمنازلهم.
23. مسجد بني خدارة الذي عند أجم سعد بن عبادة وحلق رأسه فيه، كان عند ثنية الوداع الشمالية.
24. مسجد بني خدرة أو حدرة كان جنوب المسجد النبوي بالقرب من بئر البصة.
25. مسجد بني أمية كان بالحرة عند موضع الكبا عند مال نهيك بقربان. وهو المعروف الآن ببستان قربان.
26. مسجد جهينة وبلي، خطه الرسول بيده وصلى فيه أيضاً. يقع خلف المدرسة الناصرية.
27. مسجد بنى ساعدة، وكان خارج بيوت المدينة غربي المسجد النبوي.
28. مسجد بني الحبلى كان في منازلهم بين قباء وبطحان.
29. مسجد بني عضية بمنازلهم.
30. مسجد أبي بن كعب كان شرقي المسجد النبوي عند بقيع الغرقد.
31. مسجد بني عمرو بن مبذول.
32. مسجد دار النابغة، غربي المسجد النبوي في زقاق الطوال.
33. مسجد بني عدي في بيت صرمة بزقاق الطوال.
34. مسجد السنح بالعوالي.
35. مسجد رد الشمس، وهو المسجد الذي ردت فيه الشمس لعلي بن أبي طالب بعد غروبها لصلاة العصر يقع شمال جنوبي حي الشريبات
36. مسجد صدقة الزبير، التي في بني محمم.
37. مسجد بني حارثة (المستراح)، يقع على طريق سيد الشهداء.
38. مسجد بني ظفر (البغلة) بمنازلهم، يقع شرقي البقيع.
39. مسجد واقم في بني عبد الأشهل.
40. مسجد الخربة كان غربي جبل سلع وغربي مساجد الفتح.
41. مسجد مشربة أم إبراهيم بالعوالي.
42. مسجد راتج شرقي جبل الراية.
43. مسجد عينين يقع فوق جبل الرماة بطرفه الشرقي.
44. مسجد بني وائل بمنازلهم.

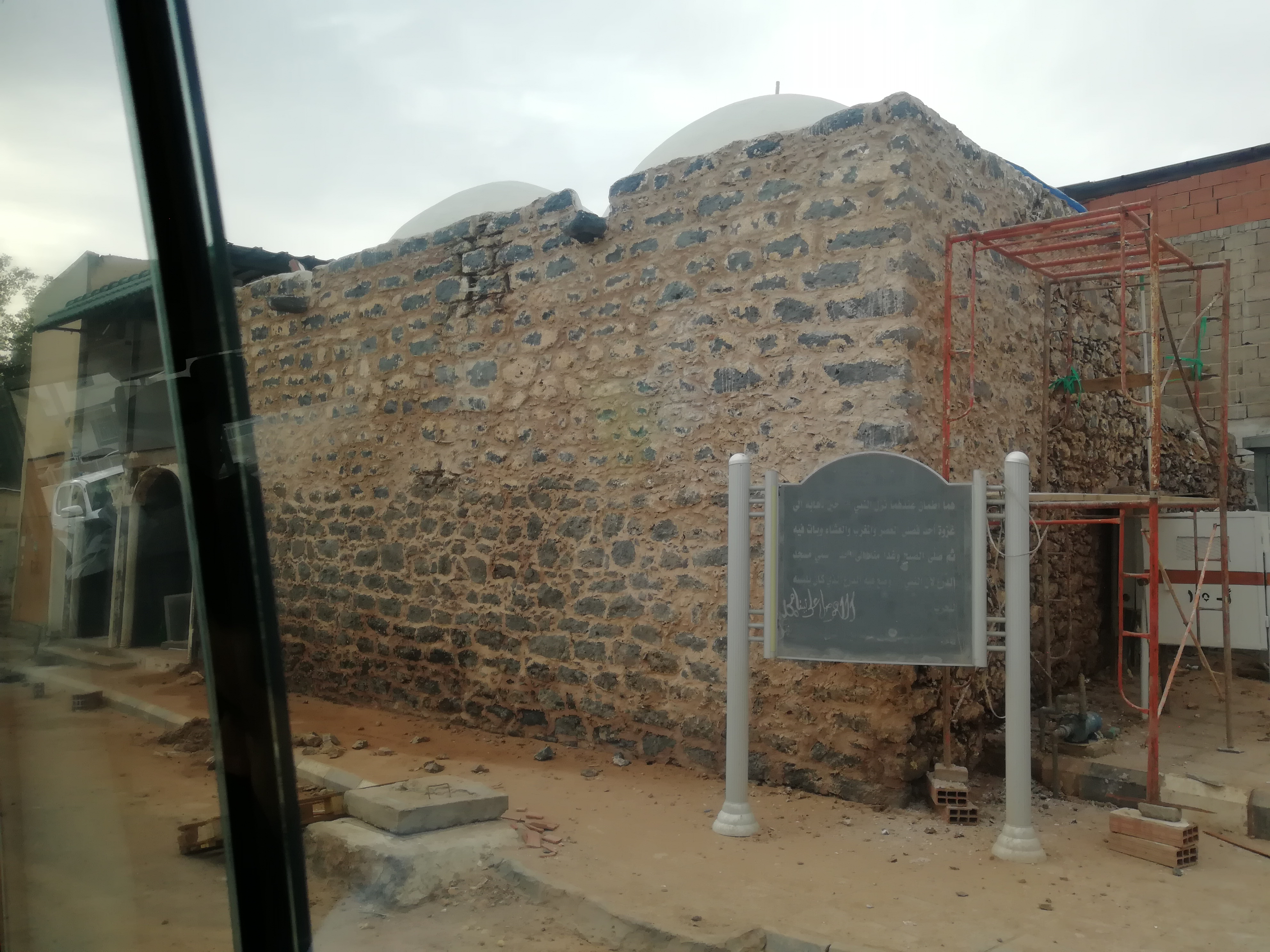
مسجد الدرع تحت الترميم في 2018

1. مسجد البدائع أو الشيخين أو مسجد الدرع قرب مسجد المستراح وفي موضعه خلع رسول الله درعه وصلى العصر والمغرب والعشاء وبات ثم صلى الصبح وإتجه لجبل أحد. ويقع على طريق سيد الشهداء قبل مسجد المستراح.
2. مسجد بني زريق، وهو أول مسجد قرئ فيه القرآن بالمدينة.
3. مسجد بني مازن بمنازلهم، وقد خطه وهيأ قبلته. موقعه بقربان عند طلعة البحر حيث مساكن بني مازن.
4. مسجد بني سالم الأكبر، يقع شرق قلعة قباء وغرب مسجد الجمعة بالقرب من الطريق العام.

ومن الدور التي صلى فيها:
- دار الشفاء التي في منازل بني عدي بالقرب من سوق المدينة.
- دار بسرة بنت صفوان.
- دار عمرو بن أمية الضمري.
- دار سعد بن خيثمة بقباء، كان جنوب مسجد قباء.
- بفناء دار حكيم بن العداء عند أصحاب المحامل شمال مسجد المصلى، وهو المعروف اليوم بمسجد على بن أبي طالب (صلاة العيد).
- في حارة الدوس (صلاة العيد).
- في موضع آل درة (صلاة العيد).

كانت هذه أسماء بعض المساجد والدور التي ذكرها ابن شبه في كتابه تاريخ المدينة المنورة والتي صلى بها رسول الإسلام أو خطها بيده لأهلها لكي تكون مسجداً لهم.

## آبار المدينة المنورة
- بئر أريس أو بئر الخاتم.
- بئر غرس
- بئر البوصة أو بئر البصة
- بئر حاء
- بئر العهن
- بئر عذق
- بئر بضاعة
- بئر السقيا
- بئر عثمان أو بئر رومة
- بئر أهاب
- بئر ذروان
- بئر أنس بن مالك
- بئر الرقاع
- بئر جمل
- بئر الهجيم

## جبال المدينة المنورة
تضم هذه القائمة جميع الجبال الموجودة في حدود المدينة المنورة:
- جبل أحد.
- جبل قريظة.
- جبل الراية أو جبل ذباب
- جبل الرماة.
- جبل الأغوات.
- جبل سلع.
- جبل عير.
- جبل المستندر.
- جبل أعظم.
- جبل أنعم.
- جبال الجماوات: (جبل جماء تضارع، جبل جماء أم خالد، جبل جماء العاقر).
- جبل الحرم.
- جبل الأصيفرين.
- جبل الأشعر.
- جبل الأجرد.
- جبل بني عبيدة.
- جبل تيأب.
- جبل ميطان.
- جبال الجماوات.
- جبل الحرم.
- جبل مكيمن.

## الأودية
يمر المدينة المنورة عددا من الأودية الشهيرة، فيما يلي أبرزها:
1. وادي العقيق: من أشهر أودية المدينة المنورة، تتجمع مياهه من منطقة النقيع التي تبعد عن المدينة أكثر من مائة ميل جنوباً، ويسير إلى مشارف المدينة حتى يصل إلى جبل عير، ويُسمى هذا الجزء منه العقيق الأقصى، ثم يسير غربي جبل عير ويمر بذي الحليفة، وينعطف بع ذلك في اتجاه الشرق حتى يلتقي بوادي بطحان قرب منطقة القبلتين، ثم يسير باتجاه الشمال الشرقي قليلاً ثم شمالاً فيلتقي بوادي قناة القادم من شرقي المدينة عند منطقة زغابة.
2. وادي بطحان: أحد أبرز أودية المدينة يسير من جنوبها وحتى غربها، وقد ورد اسمه في حديث النبي محمد فقال: "أن وادي بطحان على ترعة من ترع الجنة"، وقد روي أن النبي توضأ من هذا الوادي يوم غزوة الأحزاب.

## المعارك الحربية
- غزوة بني قينقاع في السنة 2 هـ في المدينة المنورة.
- غزوة أحد في السنة 3 هـ في جبل أحد
- غزوة حمراء الأسد في السنة 3 هـ في حمراء الأسد من ضواحي المدينة المنورة.
- غزوة بني النضير في السنة4 هـ في ضواحي المدينة المنورة.
- غزوة الخندق في السنة 5 هـ في المدينة المنورة
- غزوة بني قريظة في السنة 5 هـ في ضواحي المدينة المنورة

## المقابر
البقيع: هي المقبرة الرئيسية لأهل المدينة المنورة منذ عهد النبي محمد، ومن أقرب الأماكن التاريخية إلى المسجد النبوي، إذ يقع في مواجهة القسم الجنوبي الشرقي من سور المسجد. تبلغ مساحة البقيع الحالية حوالي 180000 م²، وتضم رفات الآلاف من أهل المدينة ومن توفي فيها من المجاورين والزائرين، وفي مقدمتهم الصحابة، حيث تضم ما يقارب عشرة آلاف صحابي دفنوا فيها، منهم زوجات النبي عدا السيدة خديجة بنت خويلد وميمونة بنت الحارث.
مقبرة شهداء أحد: هي أحد أهم معالم في المدينة المنورة، تقع شمال المسجد النبوي على بعد 5 كيلومترات، عند سفح جبل أحد وبجوار جبل الرماة، سُميت بهذا الاسم لأنها تضم رفات سبعين من الصحابة استشهدوا في غزوة أحد ومنهم عم النبي محمد "حمزة بن عبد المطلب"، والصحابي "حنظلة بن أبي عامر"، وكان النبي يزورها باستمرار حتى وافته المنية في العام 11 للهجرة

## سور المدينة المنورة وابواباتها
- سور المدينة المنورة
- باب العنبرية

## المعالم الأثرية والتاريخية
- حصن ابن ماه: أو أطم الهجيم: أحد قصور المدينة المنورة التاريخية، ومازال شيء منه باق. تنسب اليه بئر الهجيم.
- قصر عنبسة
- حصن أبي.
- حصن السلالم.
- حصن الصعب بن معاذ.
- حصن القموص.
- حصن النزار.
- حصن الوطيح.
- حصن قلعة الزبير.
- حصن ناعم.
- قلعة الحجر.
- قلعة العيون.
- قلعة حمزة (المستراح).
- قلعة عروة.
- قلعة قباء.
- قلعة محطة الاتصالات (الترسيس).
- قلعة موسى بن نصير.

## مكتبات المدينة المنورة
- مكتبة المسجد النبوي
- المكتبة المحمودية: ضمت إلى مكتبة الملك عبد العزيز بالمدينة
- مكتبة عارف حكمت
- مكتبة الملك عبد العزيز بالمدينة المنورة
- مكتبة السيد حبيب محمود أحمد العامة.
- مكتبة المدينة المنورة العامة.

## معالم أخرى
- سقيفة بني ساعدة
- سقيفة الرصاص

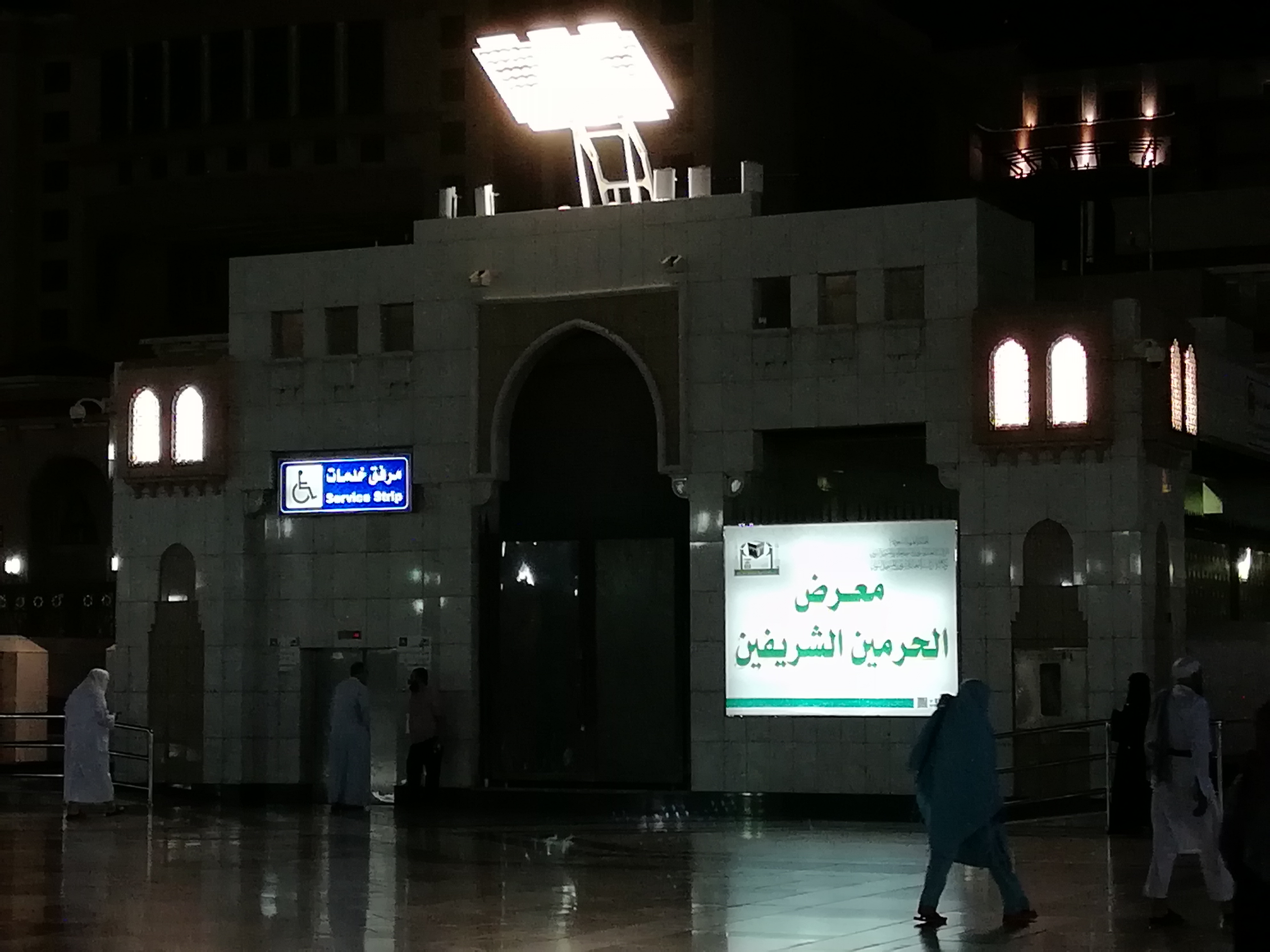
معرض الحرمين الشريفين بالمدينة المنورة قرب المسجد النبوي

- الشق: هو شق في جبل أحد احتمى به رسول الله محمد بعد نزول الرماة، عن جبل الرماة في غزوة.
- مقتنيات الحجرة النبوية الشريفة
- متحف سكة الحجاز